# Bruchdehnung
Die Bruchdehnung ist ein Kennwert der Werkstoffwissenschaften, der die bleibende Verlängerung der Zugprobe nach dem Bruch, bezogen auf die Anfangsmesslänge, angibt. Sie charakterisiert die Verformungsfähigkeit bzw. Duktilität eines Werkstoffes und kann, entsprechend dem charakteristischen mechanischen Verhalten der Werkstoffarten, unterschiedlich definiert und auch mit unterschiedlichen Symbolen bzw. Formelzeichen bezeichnet sein (vgl. folgende Kapitel).
Die Bruchdehnung geht nicht in übliche Berechnungsmodelle (z. B. in der Baustatik) ein.

## Metallische Werkstoffe

### Definition
Die Bruchdehnung {\displaystyle A} ist die bleibende Längenänderung {\displaystyle \Delta L} einer Probe im Zugversuch nach erfolgtem Bruch, bezogen auf die Anfangsmesslänge {\displaystyle L_{0}}:
{\displaystyle {\begin{aligned}A&={\frac {\Delta L}{L_{0}}}\cdot 100\,\%\\&={\frac {L_{u}-L_{0}}{L_{0}}}\cdot 100\,\%\\&=\left({\frac {L_{u}}{L_{0}}}-1\right)\cdot 100\,\%\end{aligned}}}
mit
{\displaystyle L_{u}=} Länge nach dem Bruch.
Die Anfangsmesslänge wird vor dem Zugversuch durch Messmarken auf der Zugprobe festgelegt.
Die Bruchdehnung wird noch heute gelegentlich mit dem früher gebräuchlichen Symbol {\displaystyle \varepsilon _{B}} bezeichnet.

### Proportionalstäbe
Infolge der örtlich begrenzten Einschnürung ist die Bruchdehnung {\displaystyle A} abhängig von der Anfangsmesslänge {\displaystyle L_{0}}. Um vergleichbare Werte für die Bruchdehnung zu erhalten, werden für Zugversuche meist Proportionalstäbe verwendet, d. h. Proben, bei denen die Anfangsmesslänge {\displaystyle L_{0}} zum Anfangsquerschnitt in festem Verhältnis steht.

#### Flachstäbe
{\displaystyle L_{0}=k\cdot {\sqrt {S_{0}}}}
mit dem Anfangsquerschnitt {\displaystyle S_{0}} in mm2.
Für Flachproben ist ein Wert von {\displaystyle k=5{,}65} international gebräuchlich. Alternativ kann auch ein Wert von {\displaystyle k=11{,}3} verwendet werden.

#### Rundstäbe
{\displaystyle L_{0}=k\cdot d_{0}}
mit dem Anfangsdurchmesser {\displaystyle d_{0}} in mm.
Für Rundproben ist ein Wert von {\displaystyle k=5} üblich. Alternativ kann auch ein Wert von {\displaystyle k=10} verwendet werden.
Bei Rundproben wird die Bruchdehnung meist mit {\displaystyle A_{5}} oder {\displaystyle A_{10}} angegeben, je nach Wert von {\displaystyle k}:
- bei kurzem Proportionalstab: {\displaystyle A_{5}},      es gilt {\displaystyle L_{0}=5\cdot d_{0}}
- bei langem Proportionalstab: {\displaystyle {A_{10}}}, es gilt {\displaystyle L_{0}=10\cdot d_{0}}

## Polymere Werkstoffe (Kunststoffe)

### Definition
Die Bruchdehnung {\displaystyle \varepsilon _{b}} ist der zuletzt aufgezeichnete Dehnungswert, bevor die Spannung auf weniger als oder gleich 10 % der Festigkeit abgefallen ist. Sie wird als Größe der Dimension 1 oder in Prozent (%) angegeben.
Bei Brüchen oberhalb der Streckgrenze wird die nominelle Bruchdehnung {\displaystyle \varepsilon _{tb}} angegeben (t für engl. true). Diese ist der letzte aufgezeichnete nominelle Dehnungswert, bevor ein Spannungsabfall auf weniger als oder gleich 10 % des Festigkeitswerts erfolgt. Die nominelle Dehnung wird anhand der Messwerte zwischen den Einspannklemmen bestimmt.

### Vielzweckprobekörper
Die Bruchdehnung wird bei polymeren Werkstoffen (Kunststoffen) üblicherweise mittels des Vielzweckprobekörpers bestimmt.